# Pałac Bridewell
Pałac Bridewell (ang. Bridewell Palace) – budynek istniejący w Londynie od XVI do XIX wieku, początkowo stanowiący siedzibę króla Henryka VIII, a potem zamieniony na więzienie. 
Henryk VIII wydał na budowę pałacu kwotę 39 tysięcy ówczesnych funtów. Wprowadził się do nowego gmachu w 1515, mieszkał tam 8 lat. W 1530 budynek stracił status rezydencji królewskiej, a rok później został wydzierżawiony poselstwu Francji, któremu służył przez osiem kolejnych lat. W 1553 Edward VI przekazał budynek władzom miejskim Londynu, które utworzyły tam szpital, warsztaty oraz więzienie. Po jakimś czasie słowo "Bridewell" stało się w angielszczyźnie tak mocno utożsamiane z więzieniem, że wiele kolejnych instytucji tego rodzaju w Wielkiej Brytanii, a później także Irlandii i Kanadzie, umieszczało je w swojej nazwie.
Budynek w znacznej mierze spłonął podczas wielkiego pożaru z 1666, ale został odbudowany – mieściły się tam więzienie i szkoła. Obie instytucje działały do lat 50. XIX wieku. Pałac został rozebrany w latach 1863–1864. Od 1931 w jego miejscu stoi gmach stanowiący brytyjską siedzibę koncernu Unilever.